# Circaea erubescens
Circaea erubescens är en dunörtsväxtart som beskrevs av Adrien René Franchet och Sav.. Circaea erubescens ingår i släktet häxörter, och familjen dunörtsväxter. Inga underarter finns listade i Catalogue of Life.